# Nainaban
Nainaban is een bestuurslaag in het regentschap Timor Tengah Utara van de provincie Oost-Nusa Tenggara, Indonesië. Nainaban telt 718 inwoners (volkstelling 2010).